# Сподек
Сподек (пол. Spodek, у перекладі означає блюдце) — багатофункціональний спортивний комплекс у місті Катовицях (центр Сілезького воєводства, Польща). Один із символів міста (його «ікона») та найбільш упізнаваних архітектурних об'єктів країни.

## Історія

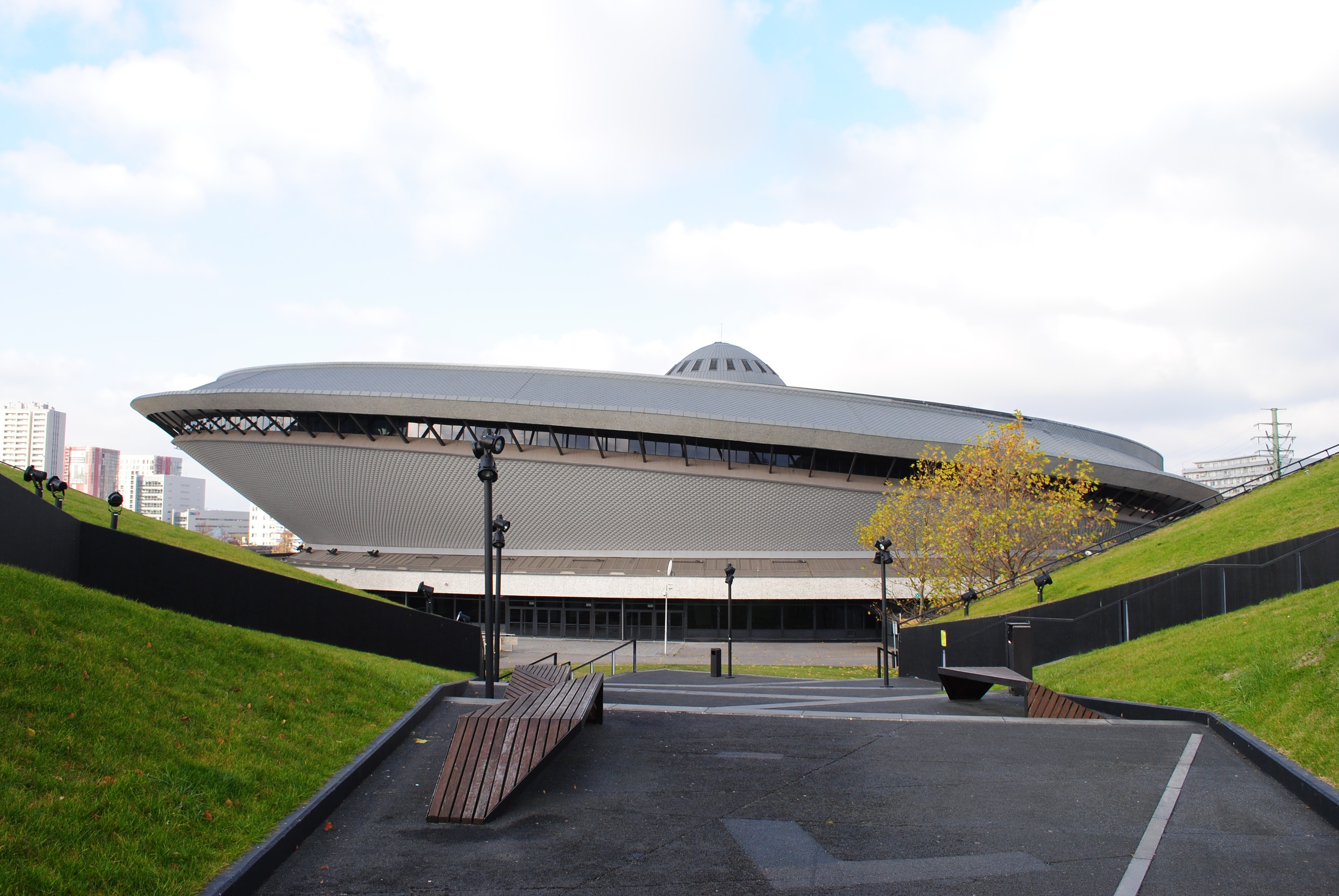

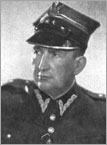
Єжи Зентек

Головним прихильником будівництва сучасної зали в центрі Катовиць був сілезький воєвода генерал Єжи Зентек (пол. Jerzy Ziętek), який також хотів, щоби вона була символом міста.
Аріхтекторів, які спроєктували «Сподек», обрали в 1959 році під час конкурсу, який оголосила Асоціація польських архітекторів (пол. Stowarzyszenie Architektów Polskich). До складу групи розробників увійшли архітектори Мацей Ґінтовт і Мацей Красінський із Варшавського бюра досліджень і типових проєктів промислового будівництва. Автором конструкції був геніальний конструктор, професор інженер Вацлав Залевський (Wacław Zalewski), автор проєктів залізничного вокзалу в Катовицях та Суперсаму у Варшаві. Його помічником був Анджей Журавський (Andrzej Żórawski).
За первинним задумом, залу мали розташувати в Парку культури й відпочинку в Хожуві.
На спортмайданчику цієї арени чоловіча збірна України з волейболу здобула свою першу перемогу на фінальних частинах першостей світу з цього виду змагань після 24-річної перерви, 29 серпня 2022 року обігравши команду Тунісу — 3:0.
«Сподек» — найбільший і найсучасніший спортивно-розважальний заклад тодішньої Польщі — офіційно відкрили 8 травня 1971 року за присутності понад 12 000 гостей. Під час грандіозного урочистого заходу виступили Анна Герман, Ева Декувна, гурт «Шльонськ» (Śląsk).

### Події
Тут, зокрема, відбувалися:
- фінальний поєдинок Першости світу з волейболу серед чоловіків 2014 (21 вересня, Польща — Бразилія)[3]
- чемпіонат світу з хокею із шайбою 2016 (дивізіон I)
- півфінальні матчі, а також поєдинок за трете місце та фінальний матч Чемпіонату Європи з волейболу серед чоловіків 2021 (18—19 вересня 2021 року)[4],
- фінальний поєдинок Першости світу з волейболу серед чоловіків 2022 (11 вересня, Польща — Італія)[5].